# オークランド博物館
オークランド博物館（オークランドはくぶつかん、マオリ語: Tāmaki Paenga Hira、英語: Auckland Museum）は、ニュージーランドで最も重要な博物館で戦争記念施設。施設は1920年代および1950年代に建てられ新古典主義的な様式を示し、立地はオークランド中心商業地区（英語版）にあるオークランド・ドメインで、「展望台の丘」と呼ばれる休火山の一部である。収蔵品は特にオークランド地方を中心としたニュージーランド史や、自然科学史、軍事史に関連した資料が多い。「オークランド戦争記念博物館」（英: Auckland War Memorial Museum）とも呼称される。
オークランド博物館の収集および展示活動は、1852年に開始された。その後、知識階級の集まりとして前身のオークランド学術協会（1867年設立）から改称したオークランド研究所に管理が移管されると、同研究所博物館（Auckland Institute and Museum）の名前で通ったのは1996年までで、それ以降、施設全体の通称として次第に定着する「戦争記念博物館」の名前は、元来は1929年に開館した戦争記念施設を指す名称だった。1991年から2003年の期間、博物館のマオリ語名は「Te Papa Whakahiku」である。

## 設立
オークランド博物館は1852年設立当初、シモンズ・ストリートとグラフトン・ロードとの交差点の近くにある「旧政府農場」または「知事酪農場」と呼ばれる小さな施設に入居していた。この地区は現在、オークランド大学の構内に当たる。
同年10月24日（日曜日）に一般の入場が初めて許可されて以降、市民は毎週水曜日と土曜日に施設への入場が許された。名誉事務局長のジョン・アレクサンダー・スミスは新聞紙上で、同月29日に始まる博物館の一般公開を以下のように告知している。
設立初年度の来館者数は708人であった。しかしその後、収蔵品数が増加したのにもかかわらず、10年もすると人々の博物館への関心はすっかり減退し、その間の1869年、すでに振り向かれもせず寂れた感のある当館は、2年前に設立されたばかりの学術団体「オークランド研究所」（英語版）に管理を移管された。やがて博物館の新しい施設に供するため、総督官邸に近いノーザン・クラブの、プリンシズ・ストリートを挟んだ向かいにイタリア風建築の建物が完成した。1876年6月5日、ニュージーランド総督ジョージ・フィップス (第2代ノーマンビー侯爵) は新館の開館を宣言した。施設内の広々とした展示室は当初、金属製窓格子を配した天窓付きであった。その後、冬には暖房が効かず、夏季には天窓を通る日差しが室内を暑くしすぎるという問題が判明した。対策として帆布製の日よけをかけたところ、かえって光量が落ちすぎて展示品が見えにくくなった。後年、本館の隣に複数の展示室を増設している。
1890年代に当館を訪れたフランスの画家ポール・ゴーギャンは、館内のマオリ族に関する展示品をいくつか写生している。これらのスケッチはその後、タヒチ時代の作品に取り入れられることとなる。

## 戦争記念館

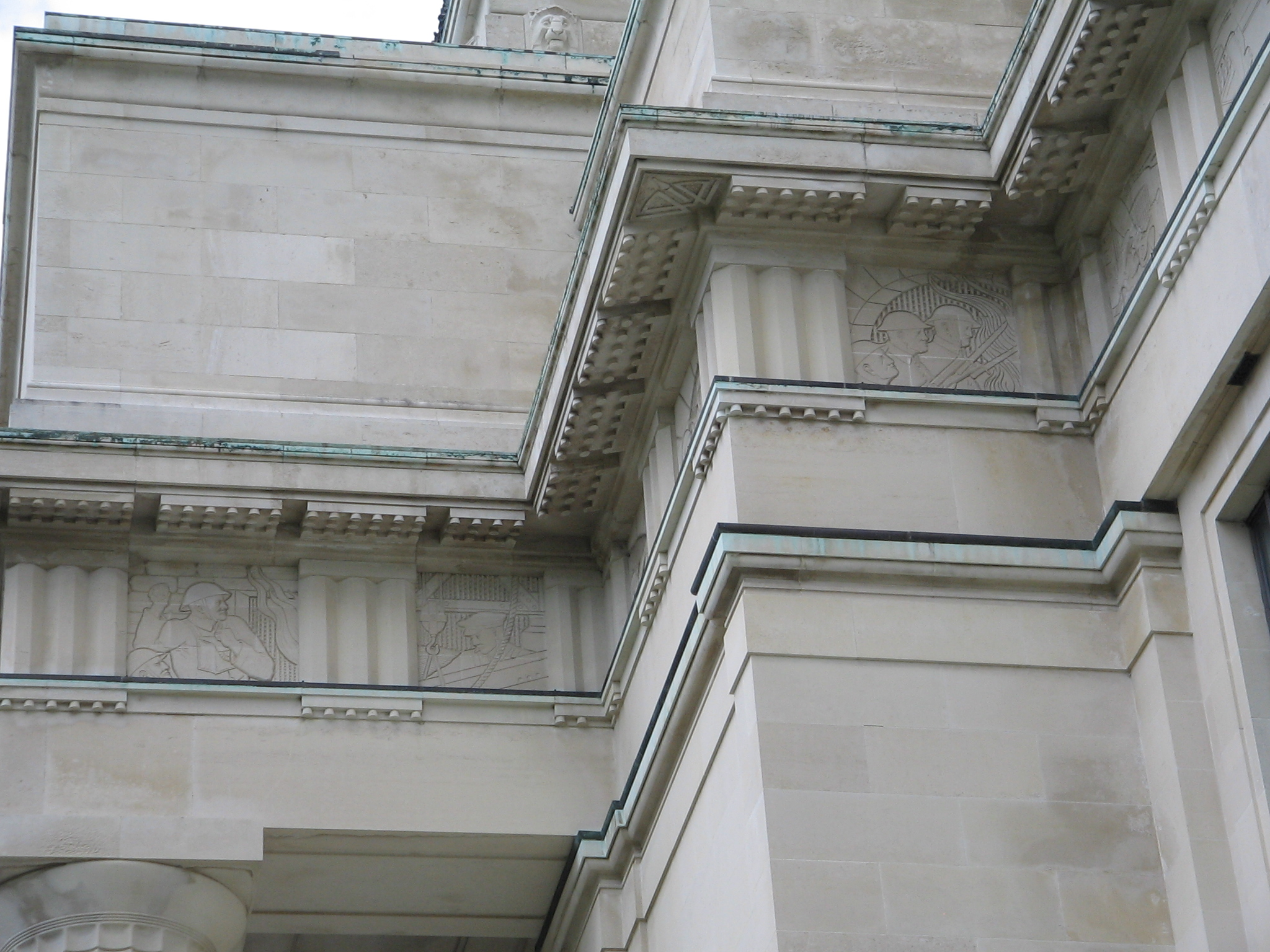
ファサードに施されたエンタブラチュアの一部に戦場のシーンを描写。ドーリア式フリーズに互い違いに並ぶ装飾で、溝を掘ったトリグリフ同士の空間を埋める長方形の装飾帯（メトープ）のパターン。

20世紀初頭、博物館の学芸員であったトーマス・チーズマンにより、これまで理論的な体系に従わずに並べていた展示品を、自然史、古代彫刻、人類学など分野ごとに整理された。その過程でより良好な展示環境と展示場所の拡張が求められるとプリンシズ・ストリートの敷地から移転が欠かせなくなり、移設は最終的に第一次大戦の戦没兵士の追悼施設の建設計画と統合して展示専用施設を建てることになった。
市長のジェームズ・ガンソン卿とチーズマンとの間で広範に行われた協議の結果、新博物館の移転先は、ワイテマタ港の景観を眺望できる市所有地（Government Domain）の丘が選定された。1918年にオークランド市議会は建設の許可を与え、また博物館の協議会は3議席を市議会議員にあてがっている。さらに市議会は、当初の1万ポンド（2021年時点の為替で約43万ポンド相当）の寄付に加え、施設維持予算から一定割合の補助金を支出することにも同意し、さらに周辺の他の自治体を説得し、施設維持費にあてる法定賦課金を年に6000ポンド課す方針を立てさせた。
新館の建築にあたり、王立英国建築家協会の資金提供のもと採用作品の賞金を1000ポンド（2021年時点の為替で約4万ポンド相当）に設定し、世界から応募を受け付ける設計競技を行うと70件以上のデザイン案が寄せられた。その結果、地元オークランドの企業グリアソン、エマー、ドラフィン社の応募作が採用され、古代ギリシア＝ローマの神殿を彷彿とさせる新古典主義の設計に決まる。1920年、オークランド戦争記念博物館の新・本館建設用地は現所在地に決定し、1925年8月に市長ガンソン卿主導による資金調達が完了して着工。1929年に竣工し、大英帝国総督チャールズ・ファーガソン卿 (第7代準男爵)により開館が宣言された。
設計者は博物館の建物をなぞった銀製の精巧模型の制作を、クイーン・ストリートのコーンズ宝飾店（Kohn's Jewellers）に特注した。この模型は博物館の完成時に、プロジェクトを粘り強く主導した功績を讃えてガンソン卿に贈呈されたもので、卿の死後は子息のウォレス・ガンソンから当博物館に贈られ、今日も展示室で鑑賞できる。

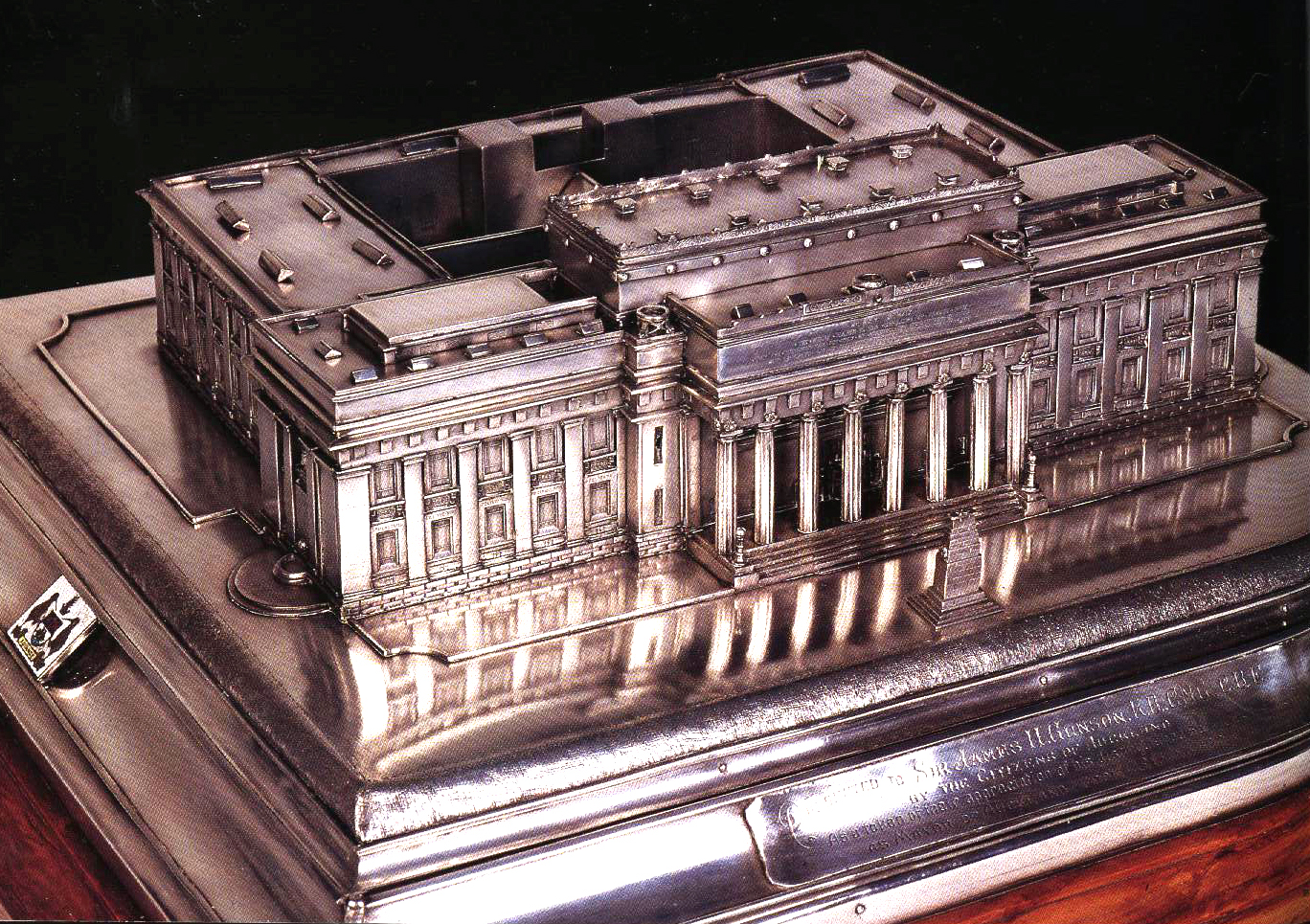
ジェームズ・ガンソン卿に贈られた完成記念の純銀製の模型。オークランド博物館所蔵

この建物は、南半球で最も優れたギリシア＝ローマ建築の一つと考えられている。ニュージーランド史跡トラストのA分類、すなわち最も保存が不可欠な建築物の指定を受けている。そのうち、新ギリシア様式とアール・デコ様式との融合に更にマオリの要素を加えた内装の漆喰細工や、20世紀の軍隊と軍人を描いたリチャード・グロス（1882年-1964年）による外装の浮き彫り細工は、特に重要視されている。
1878年にオークランドに住む富豪トーマス・ラッセルによって博物館に寄贈された33体の彫像のうち、3体のギリシア彫像は19世紀に漆喰彫刻として復元された。すなわち『瀕死のガリア人』『ラオコーン像』『ディスコボラス像』は、博物館がギリシア・リバイバル様式に基づく証左であるばかりか—芸術の歴史的重要性や、ヨーロッパからニュージーランドに輸入された古代の遺物を学ぶことの意義が認知されたと物語っている。
建物の大部分はイングランド産のポートランド石で築き、細部はコーラマンデルで採れる国産の花崗岩が使われている。玄関ポーチ上面には、ギリシアの政治家ペリクレスの言葉と伝わる「地球全体が偉人の墓である」から始まる銘文の英文訳を刻み、その体裁は戦争記念施設としての博物館の役割に基づくものである。銘文の全文は以下の通り。
MCMXIV – MCMXVIII

The whole earth is the sepulchre of famous men

They are commemorated not only by columns and inscriptions in their own country

But in foreign lands also by memorials graven not on stone

but on the hearts of men

### 増築
建物は、建設された1929年の時点で、既に将来の増築を見据えて設計されており、実際にその後2度の増築が行われた。1950年代後半に行われた1度目の増築では、第二次大戦を記念して、大きな半円型の中庭を備えた管理用の別館が南側に追加された。この増築では、元の建物の主要な建設材であるポートランド石との調和を図るために、セメント膏でレンダリングされたコンクリートブロックの構造が用いられた。また、設計は、1920年代の建設に当初関わったM・K・ドラフィンと、その子R・F・ドラフィンとが担った。
2006年には、南側玄関に中庭を囲む「大アトリウム」が造られた。

### 改修・拡張

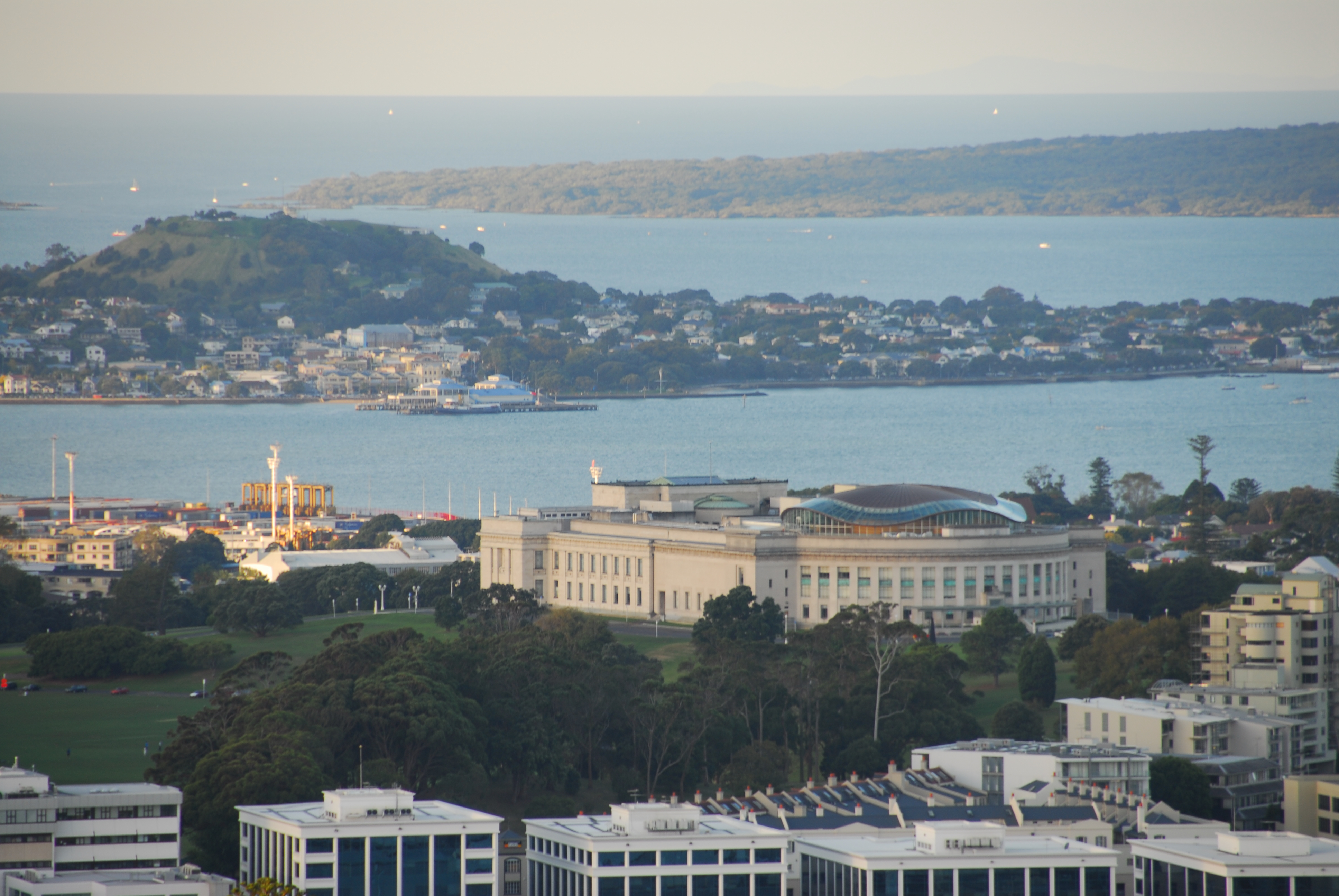
エデン山（Maungawhau / Mount Eden）から眺めた博物館の遠景。波打つような銅の丸屋根が見える。

1990年代以降、博物館は2度にわたって改修・拡張のための工事を受けた。1990年代の第1次改修では、既存の建物の修復と展示品の交換に4300万ニュージーランド・ドルが費やされた。その後の第2次改修では、中庭のドームならびにアトリウムの建設に6450万ドルが費やされた。これにより建物の床面積が、9600平方メートル、率にして60パーセント増加した。改修費用のうち2700万ドルは公金で、1290万ドルはASB信託で、残りは寄付金によって賄われた。第2次改修は2007年に完了した。
この銅・ガラス製のドームと、その下の展望台、そしてイベントセンターは、一部の人々から「萎んだスフレのようだ」と批判を受けたが、その後すぐに、「その波打つラインは、オークランド周辺の火山の風景や丘の稜線を表現している」などと、批評家や一般の賞賛を得るようになった。また、ドームの下のイベントセンターにいることは、「街の地平線を覆う巨大なアカエイの淡黄色の腹部」の下にいるようだと評された。2007年6月、この改修プロジェクトは、複雑なデザインと伝統の要求を両立させた取り組みであったと評価され、ニュージーランド不動産協会の最高賞を受賞した。また、ニュージーランド工学コンサルティング協会の金賞（構造工学部門）も受賞した。

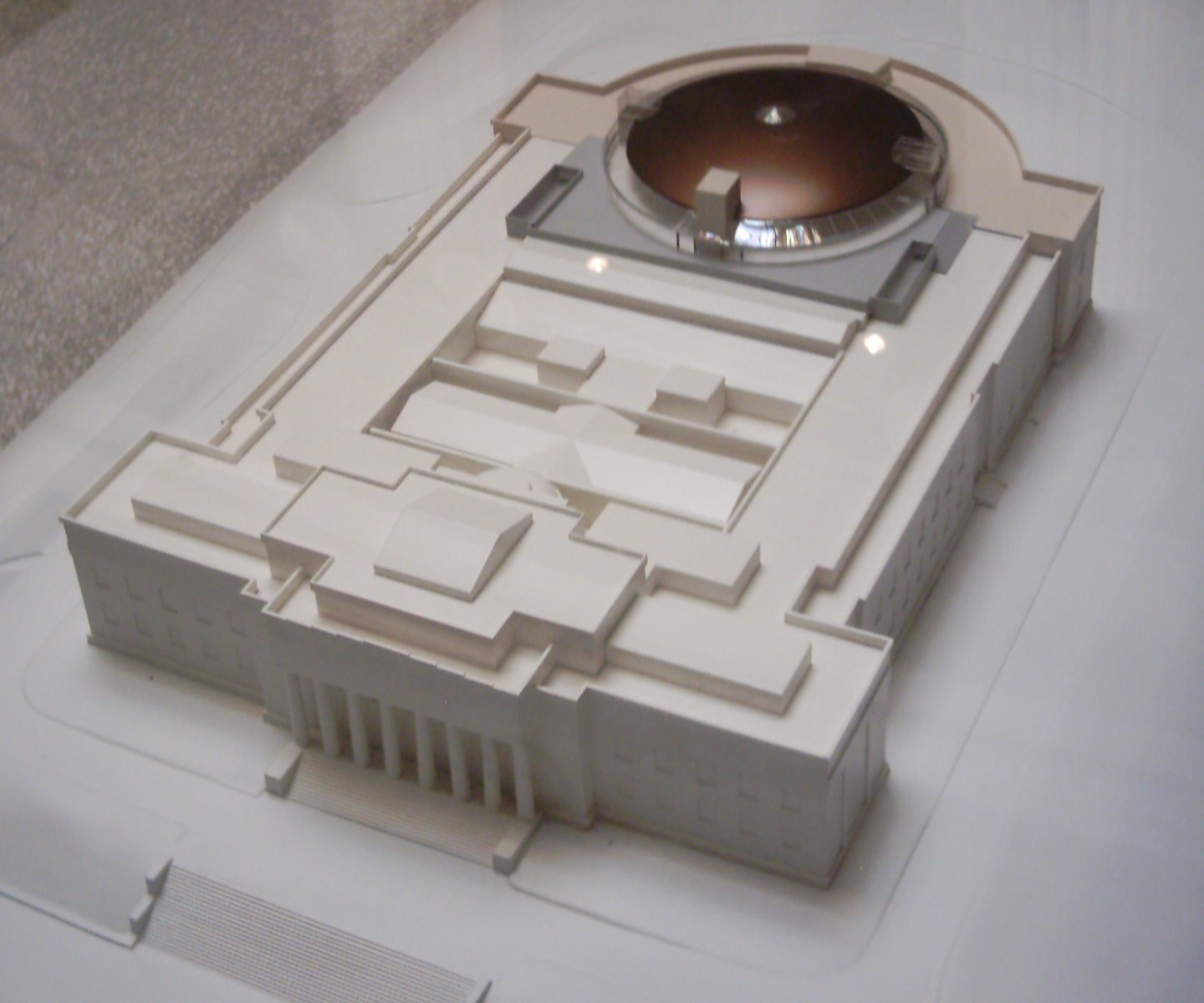
博物館の改築後の模型。後部に銅製のドームが見える。

新規に展示スペース900m2を確保しドーム部分の内部に幅48mのフリースパン構造でイベントセンターを造り、あるいはまた団体客や校外学習に対応するため直径約30mのナギモドキ製の球状の躯体を設けて、内部に定員200人の講堂を収めてある。この球状の部屋は重量700t、今次の拡張工事の中核をなし周囲の4本のエレベーターシャフトを支柱代わりにして渡したトラスから吊るす構造である。更には地域内の駐車スペースの需要に応じて、新たに204台を駐車できる駐車場を博物館の裏に建設した。
この博物館の入れ子構造になった新規拡張部分は、しばしばマトリョーシカ人形に例えられている。
2020年、博物館は「タマキ・ヘレンガ・ワカ―オークランドの物語」という、陸地、海洋、都市における人々の行動やデータの視覚化に焦点を置いた新たな展示企画を開始した。「リビングシティ―ララウ・マイ」と題されたこのデータビジュアルセクションでは、大規模なディスプレイを使用して、人、環境、しくみという3つのテーマに焦点を当て、地域の住民の民族的な多様性について探求している。この企画はデータ視覚化デザインコンサルタント会社Oom Creativeとの提携により作成され、INaturalist、ニュージーランド国立水質大気研究所、国勢調査のデータを含む様々なデータベースが活用されている。また、展示にあたってはマルコ・シェール＝ジバード制作のサウンドスケープも用いられている。
当館は2020年に展示コーナー「Tāmaki Herenga Waka：オークランドの物語」（Stories of Auckland）を導入し、陸と海、都市部をそれぞれまとめた。また当館の活動趣旨とデータの視覚化に焦点を当てた大規模な展示を構成し、この都市に暮らす民族的に多様な人々を探り「Rarau mai：生きている都市」と題して人間、環境、自然条件の主題3件に焦点を当てて視覚表現に取り組んだ。実現にはデータ視覚化設計コンサルタント分野（Data Visualisation Design Consultancy）の私企業ウーム・クリエイティブ（OOM Creative）と連携し、公的データの提供を受けたところはiNaturalist、国立水質大気研究所（NIWA＝National Institute for Water and Atmospheric Research）のほか、ニュージーランド国勢調査（census）から人口動態データを引用している。この展示にはマルコ・シェール・ジバード（Marco Cher-Gibard）による音の景色「サウンドスケープ」も含まれる。

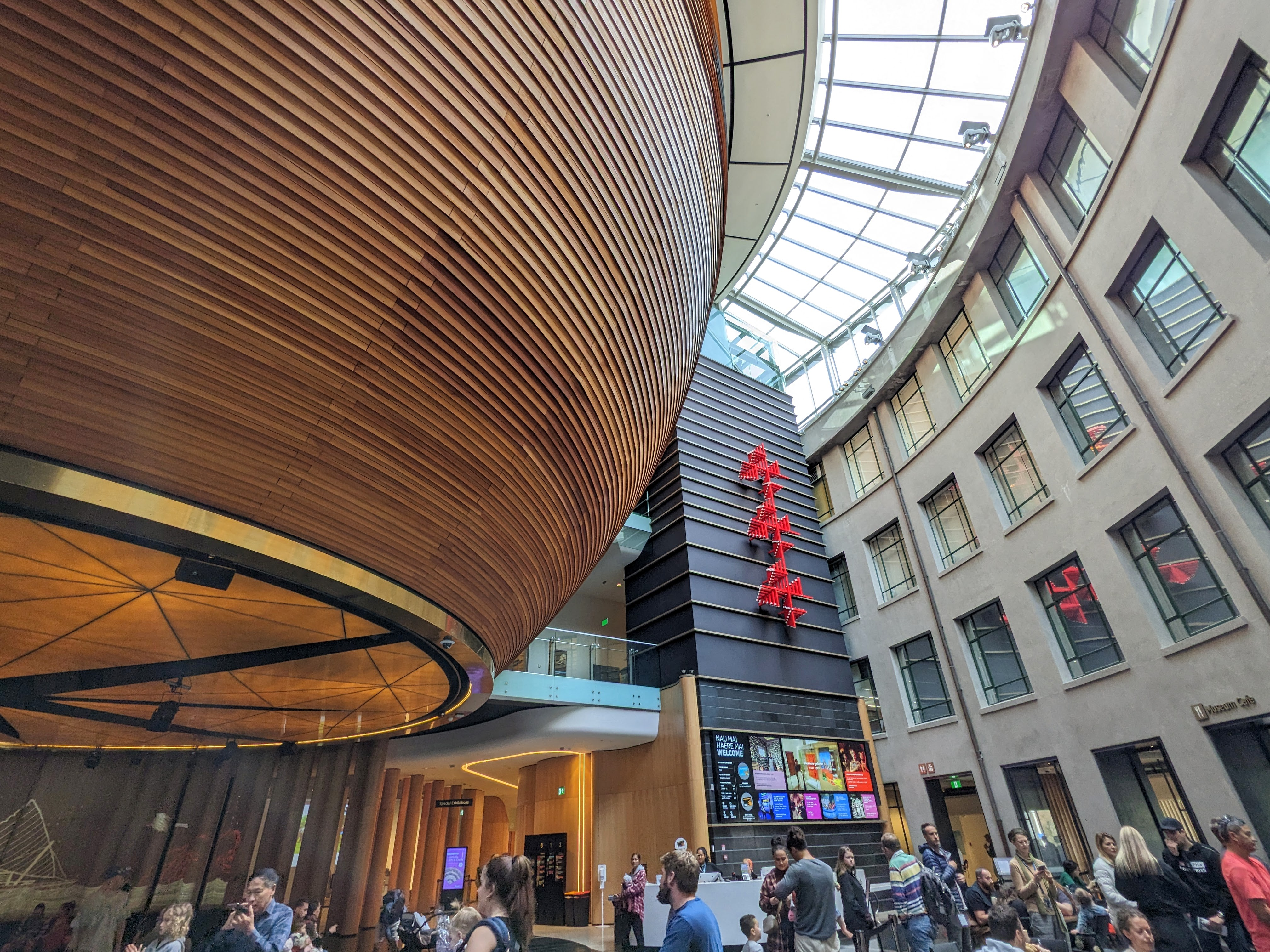
マオリ語の名称Te Ao Mārama（テ・アオ・マーラマ）は「存在と光の領域」を意味する。オークランド戦争記念博物館の南アトリウム、2020年完成。

同年にはまた、南玄関を「テ・アオ・マーラマ」として新たに改築オープンした。設計案は2006年の原案を元に（オークランドの建築家ノエル・レーン提出）、その中心にあしらった大きなサモア風のタノアボウルが特徴である。この新たなアトリウムは、オーストラリアの建築設計事務所Jasmaxに加えてフランシス＝ジョーンズ、メレハン、ソープおよびデザイントライブ（designTRIBE）が共同で設計にあたり、オークランドの先住民イウィとパシフィカのコミュニティの協力を得て、輻輳する文化を表した。タノアボウルの下には画面が取り付けられ、マオリ部族としてガーティ・ファトゥア・オラーケイ、ガーティ・パオア、ワイカト・タイヌイの3つに関する物語を見せている。
テ・アオ・マーラマに配置した作品のいくつかは作家に委嘱したもので、「テ・タタウ・カイティアキ」と題された入場門は、グラハム・ティピニの制作。そこには架空の生き物マナイア2体と作家自身の身内として祖母と、2014年に死去した母親が描かれ – 作家ティピニは制作の委嘱を受け「大変光栄なこと」と述べた上で「依頼を受けた時に最初に思ったのは母親のことだった」と語った。アトリウムの中心に置かれた彫刻「マヌルア」は対になっておりトンガ人芸術家ソポレマラマ・フィリペ・トヒの作品である。これはララバというトンガの伝統的な縄縛りの習慣を表現しており、「過去、現在、そして未来の全てのものの融合」を象徴している。入口の外にはブレット・グラハムによる彫刻「ファオフィア」があり、これは戦争記念施設と知識の集積者としての博物館の目的と響き合っている。また、クリス・ベイリー（彫刻家）制作のワヒ・ファカノア像は、フエ（瓢箪）を守る女神ヒネプテフエと、穀物と平和の神ロンゴマーターネから発想を得たというファカノア（whakanoa）の新しい彫像2体である。

### 鉄道アクセス
2017年3月12日、パーネル郊外の博物館のすぐ東にあたる地域に、パーネル駅が開業した。この鉄道駅は隣のニューマーケット駅の歴史的な駅舎を移設して転用しており、パーネル周辺、特に学生や学童を中心とした博物館の訪問者の需要は高いと見込まれていた。

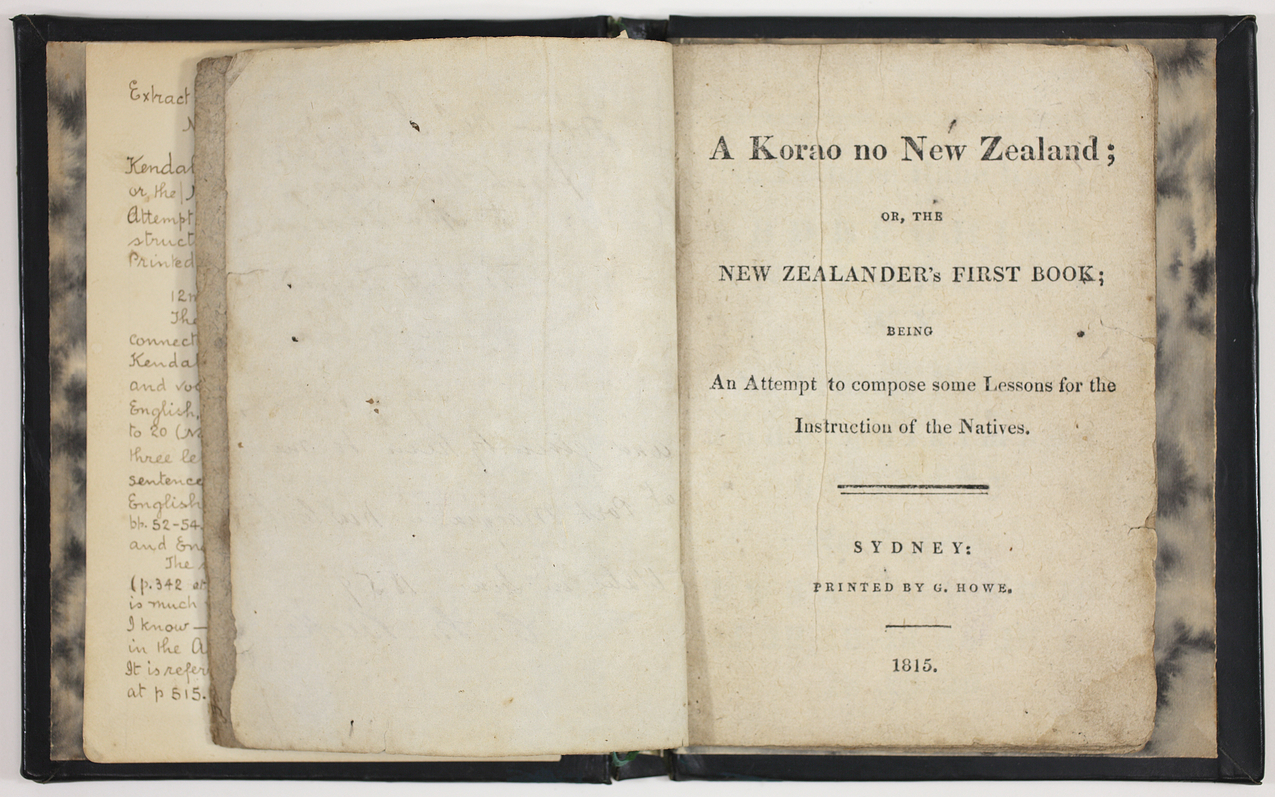
文化史料

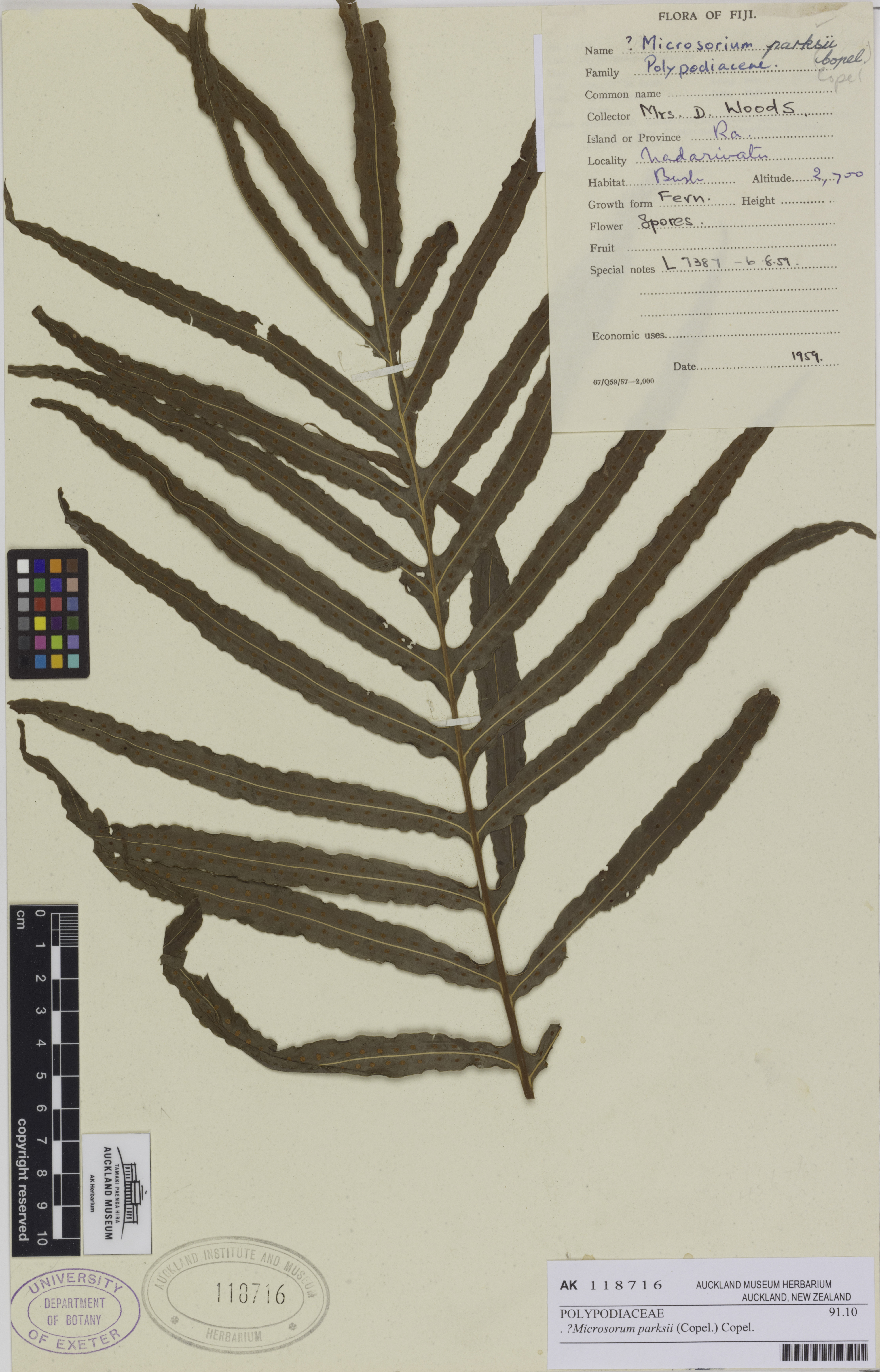
植物標本
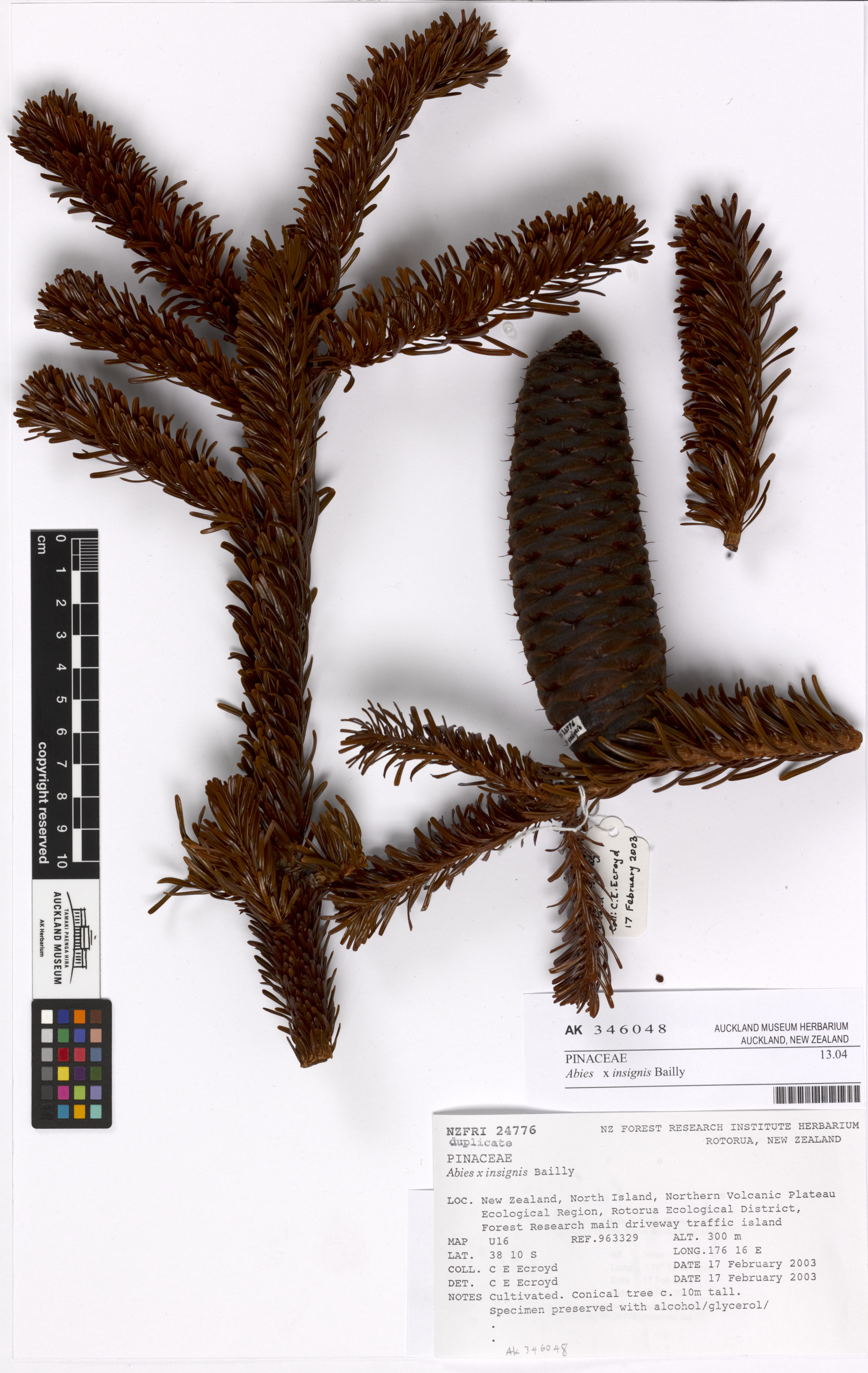
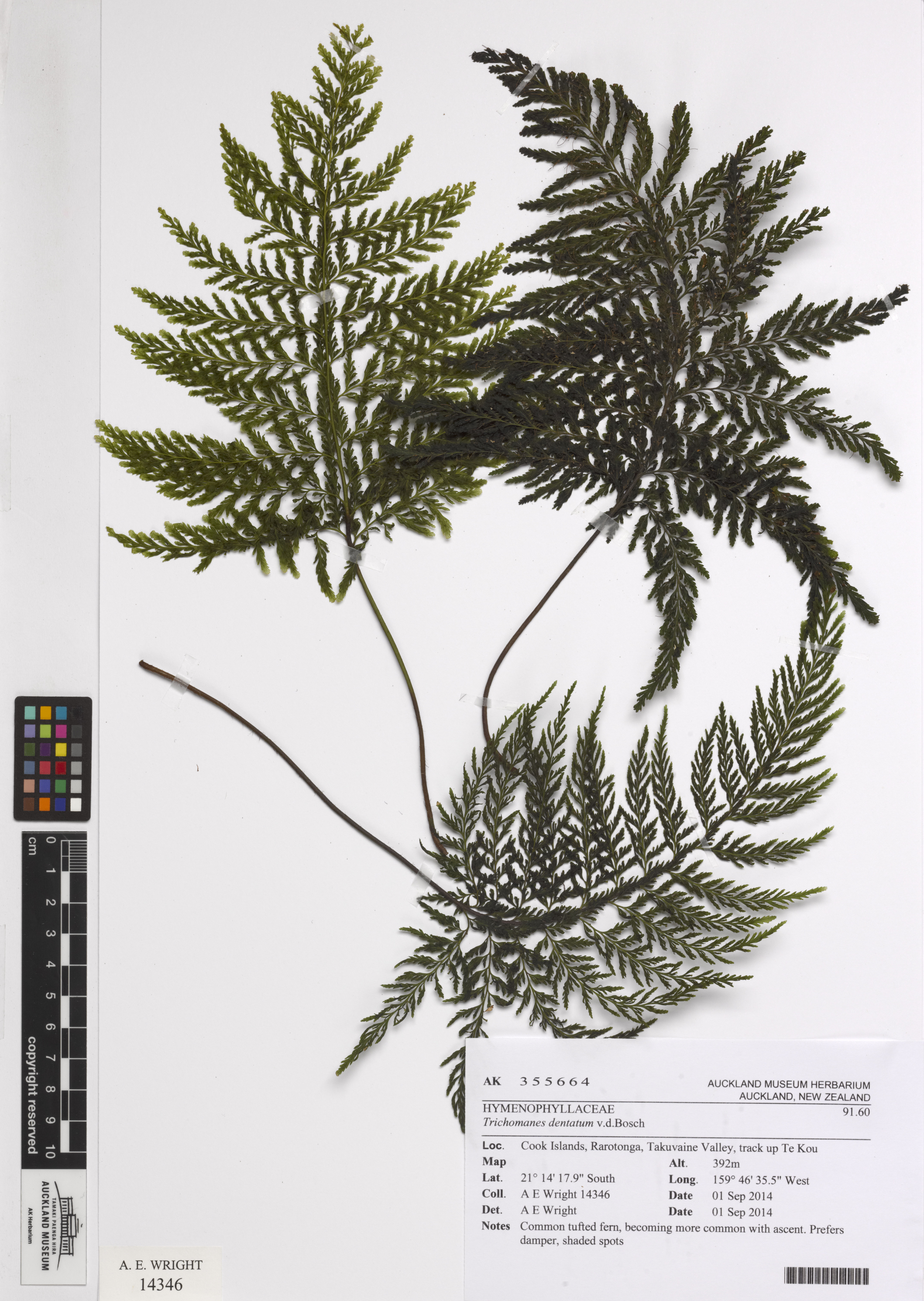
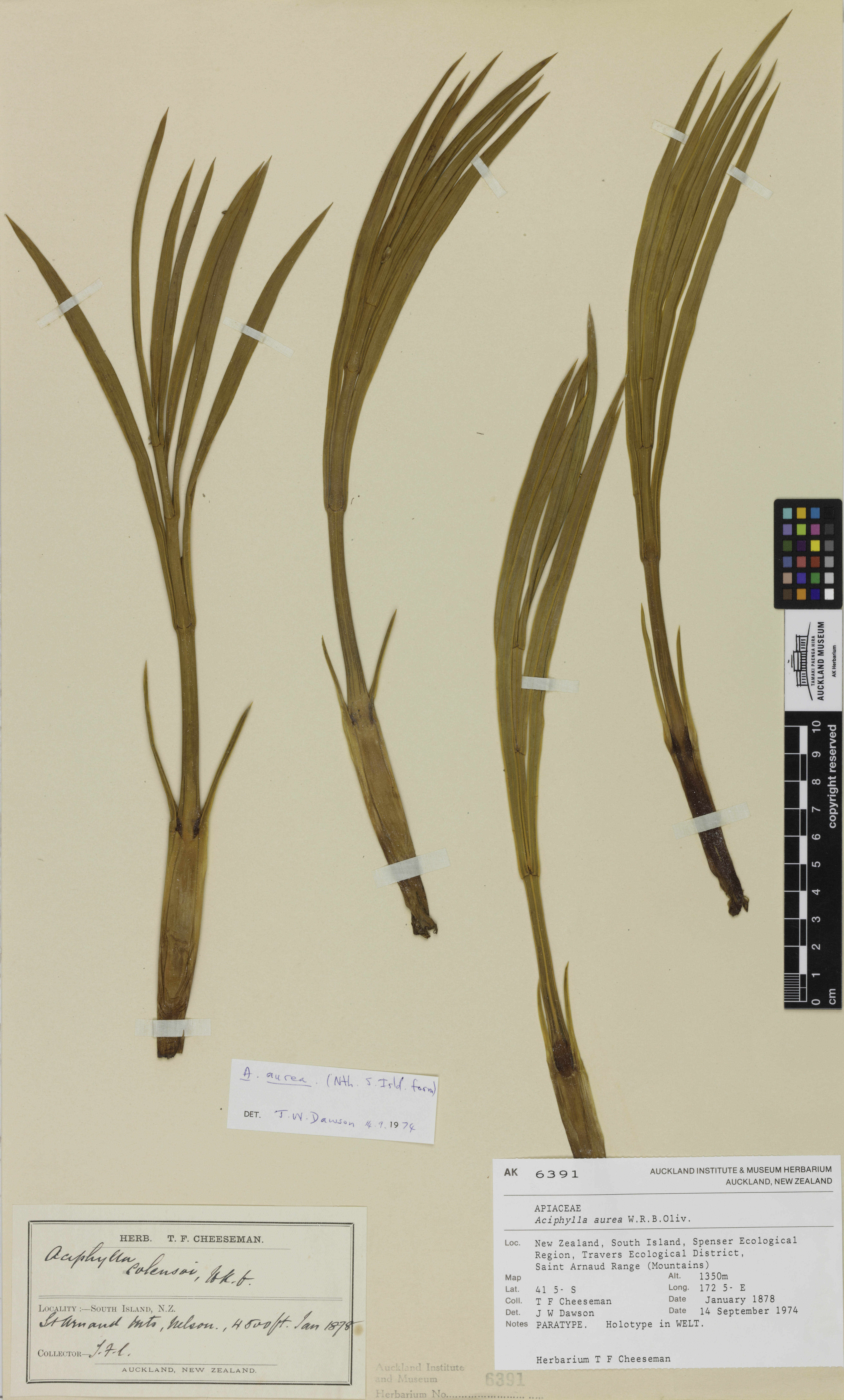
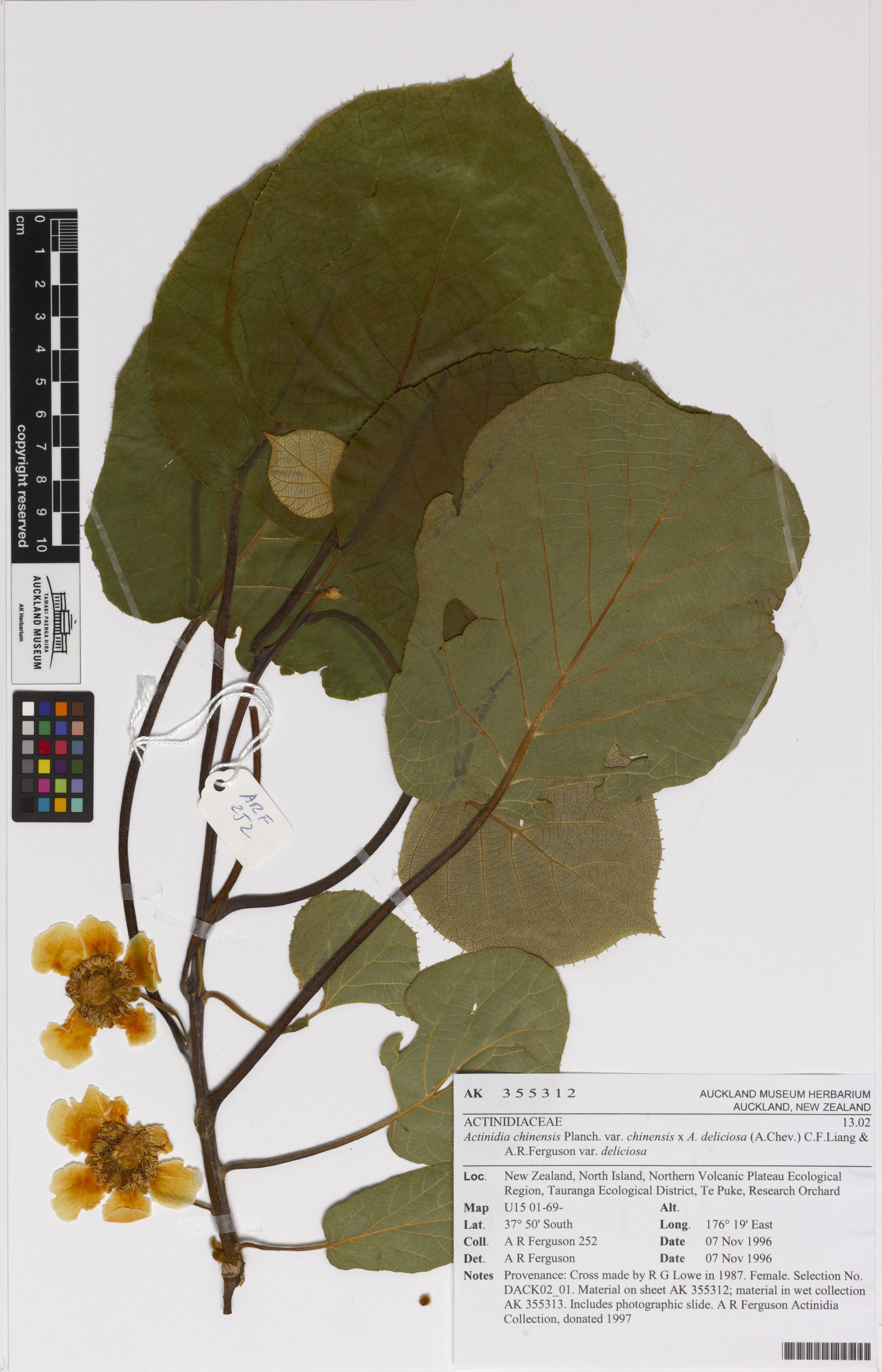
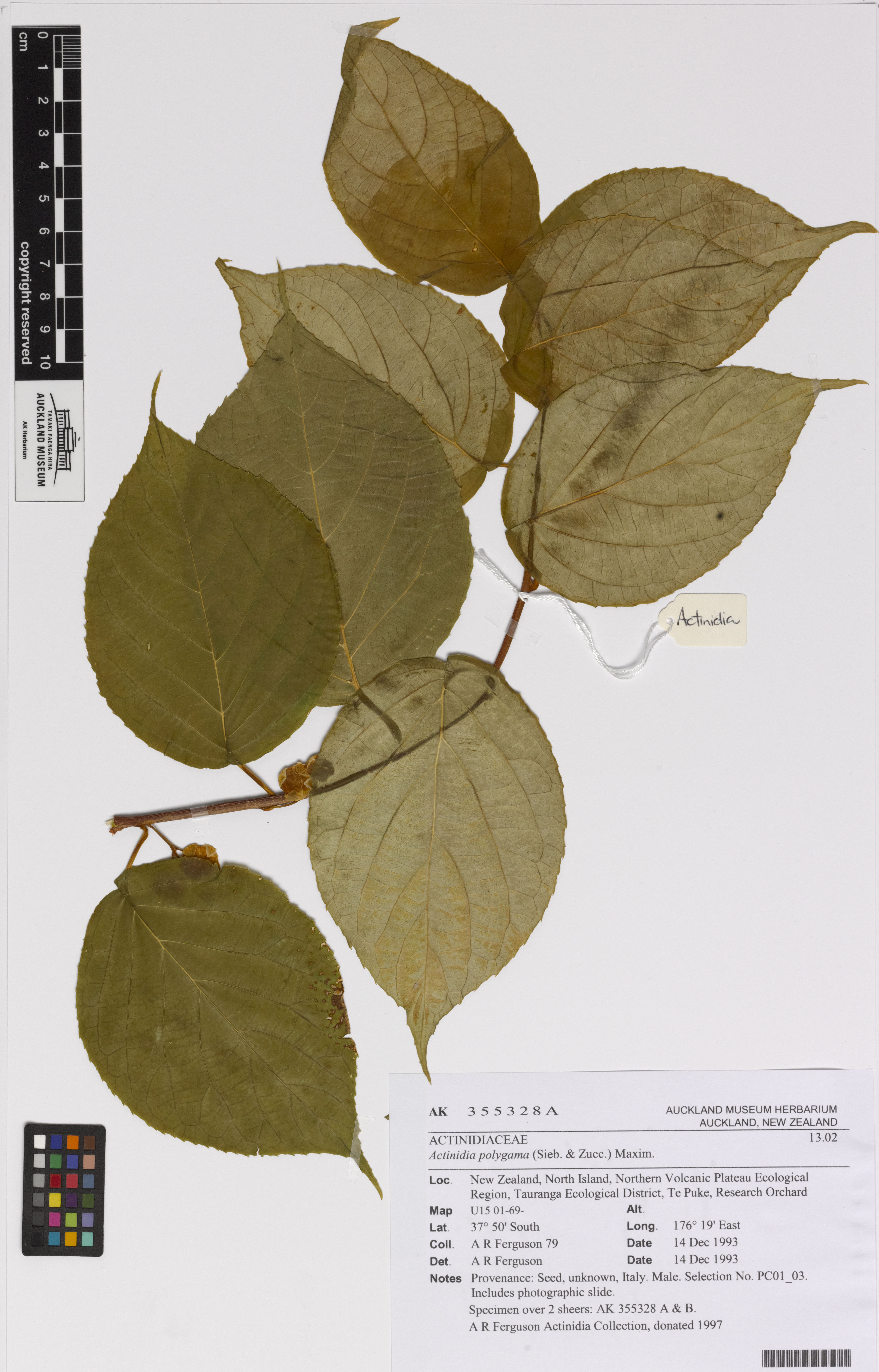
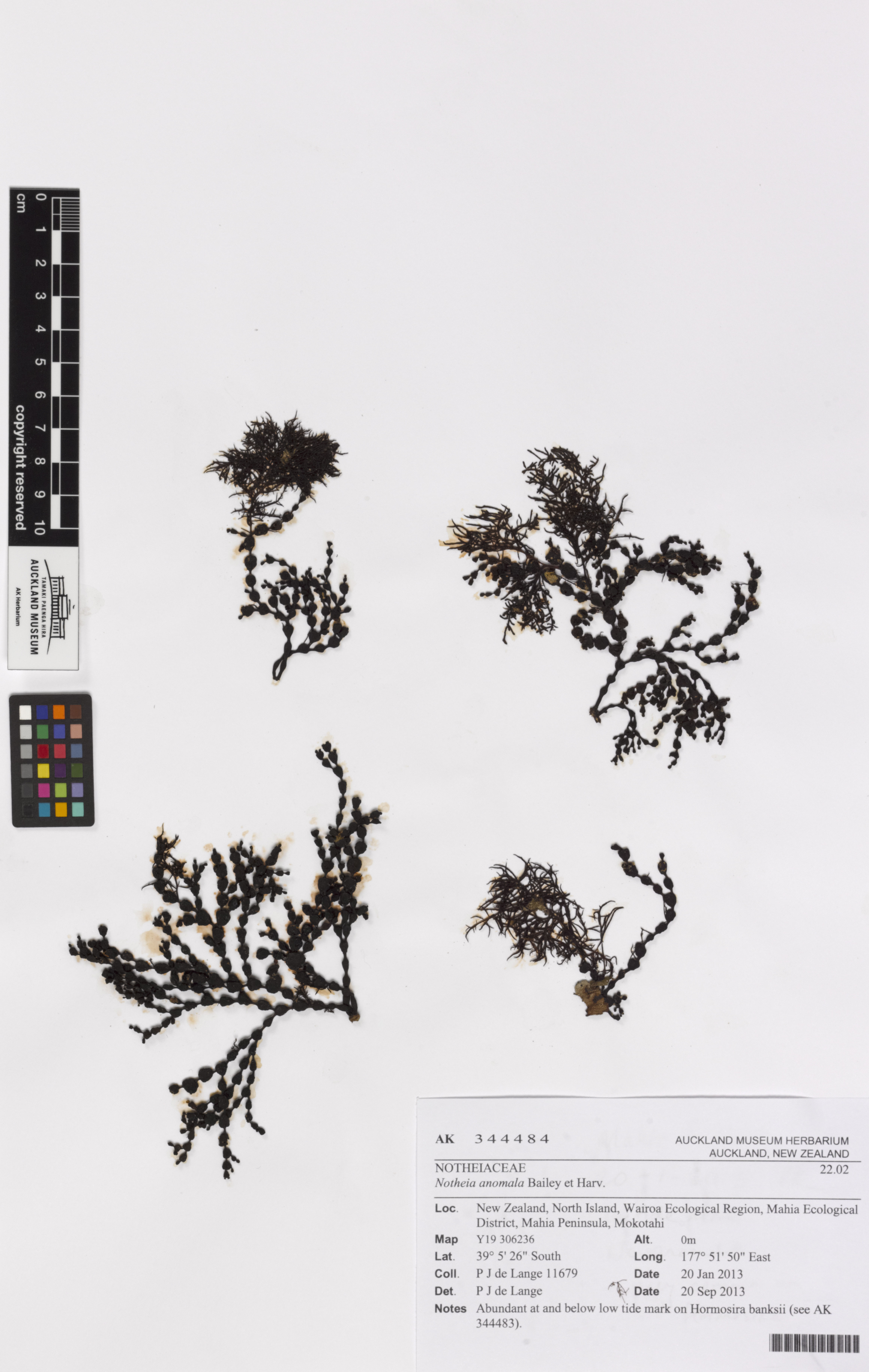

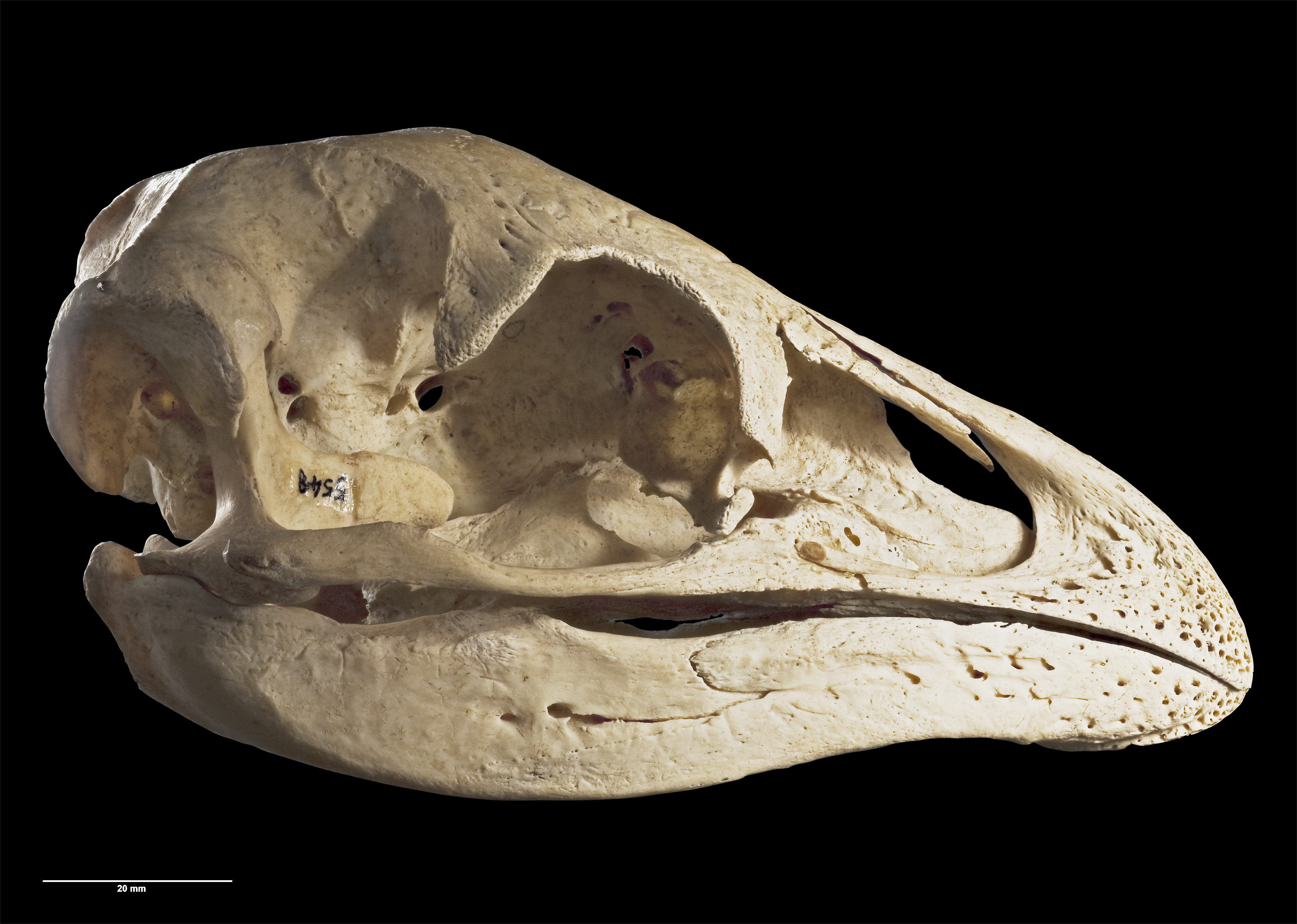
陸生動物標本
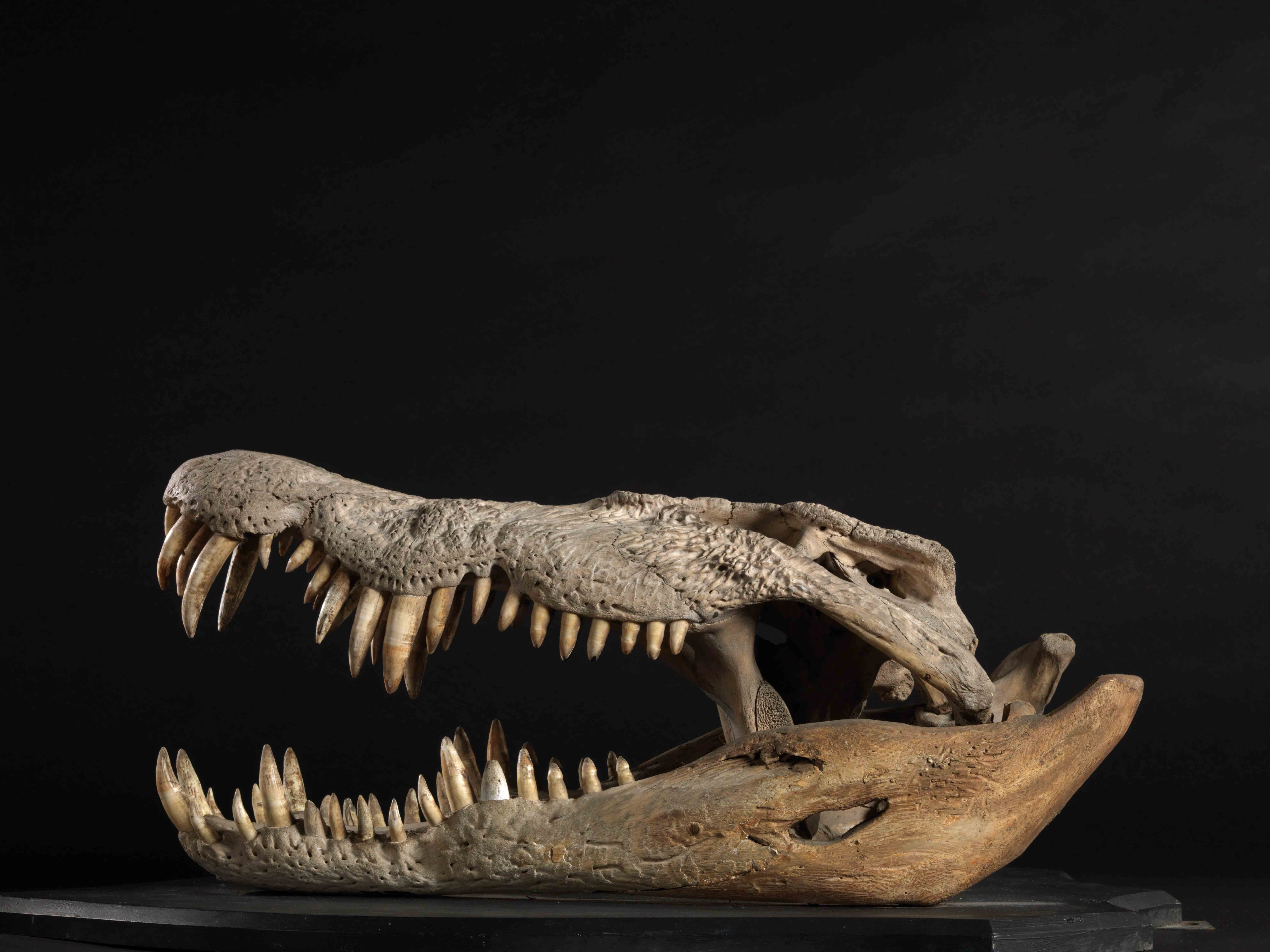
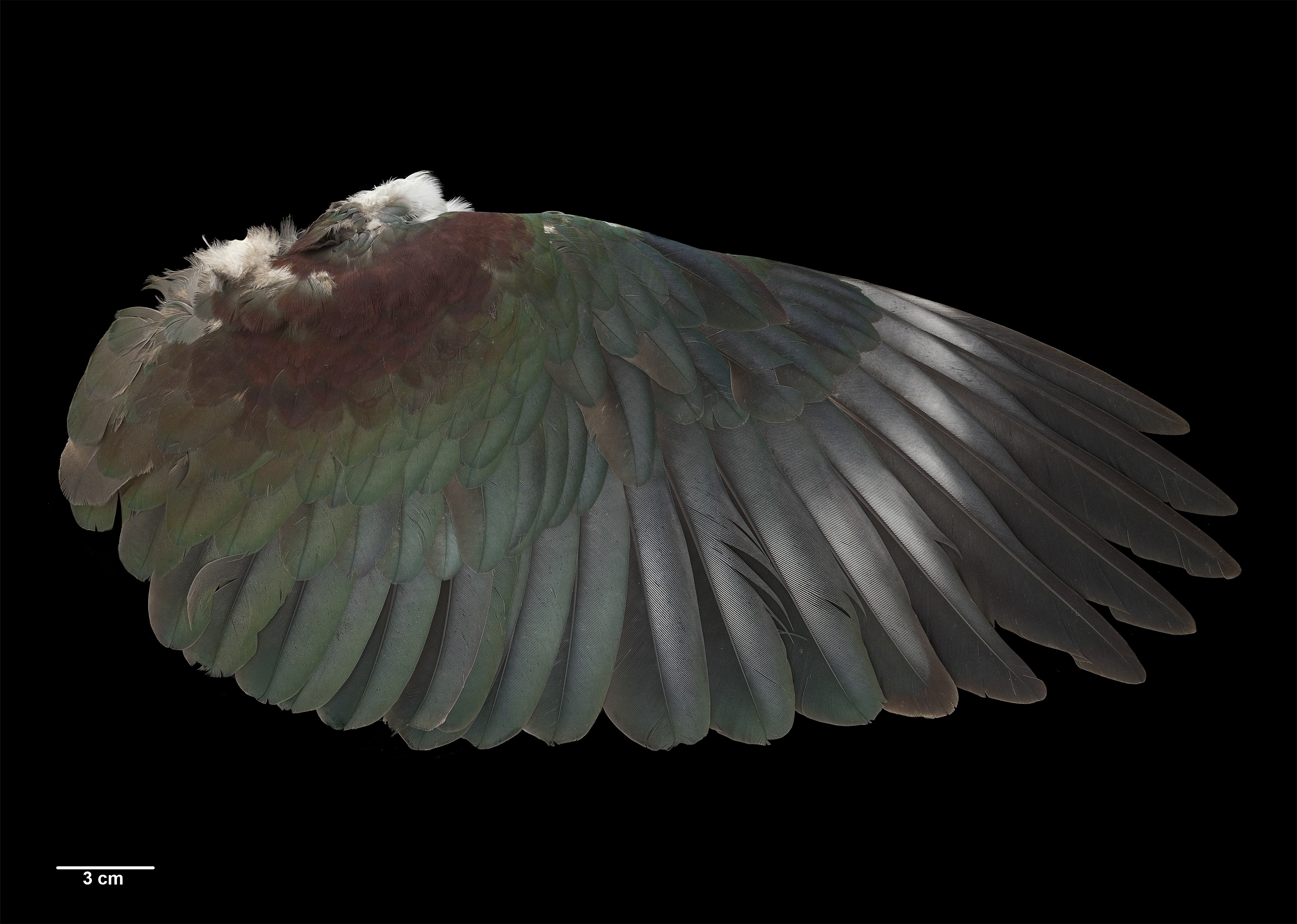
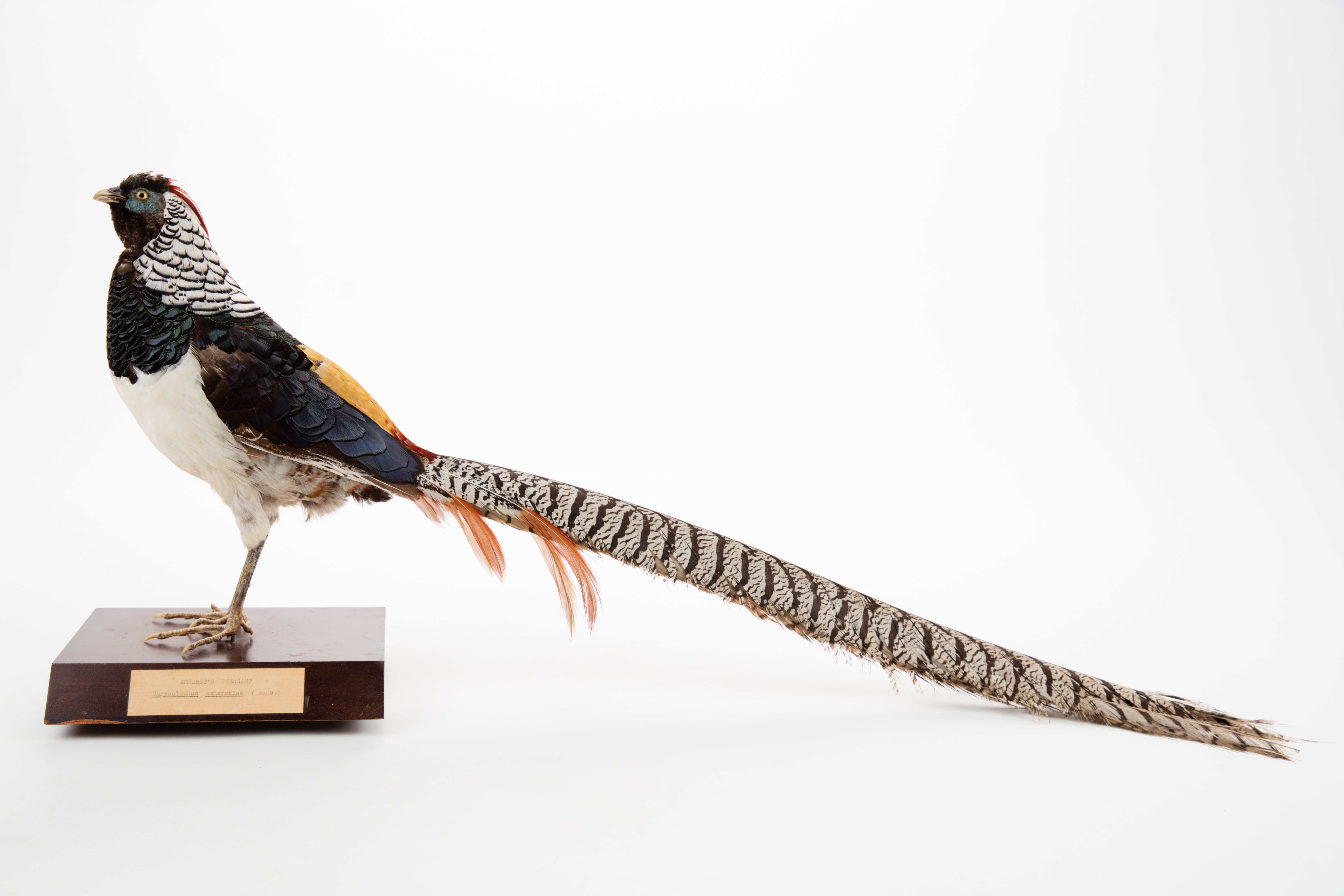
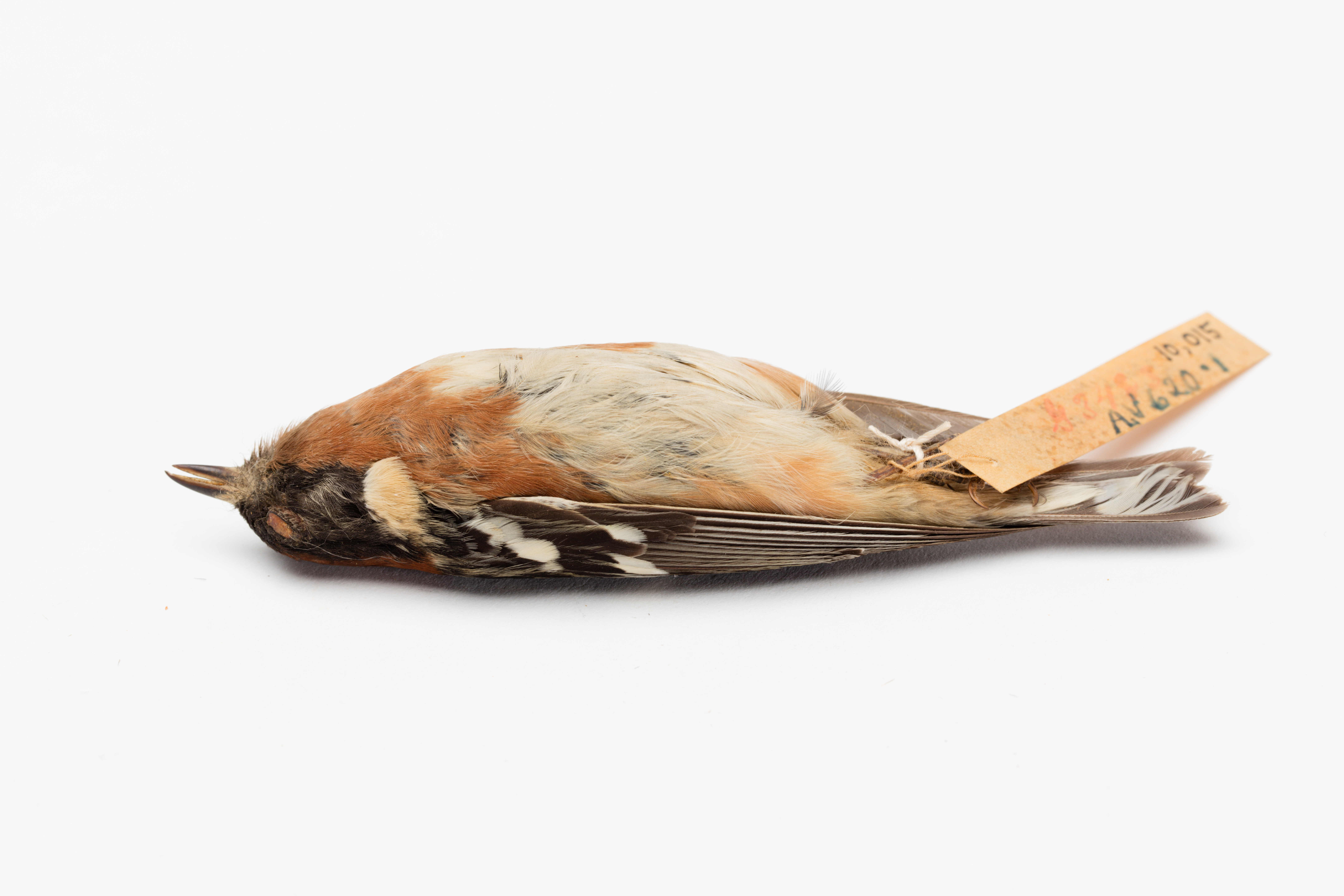
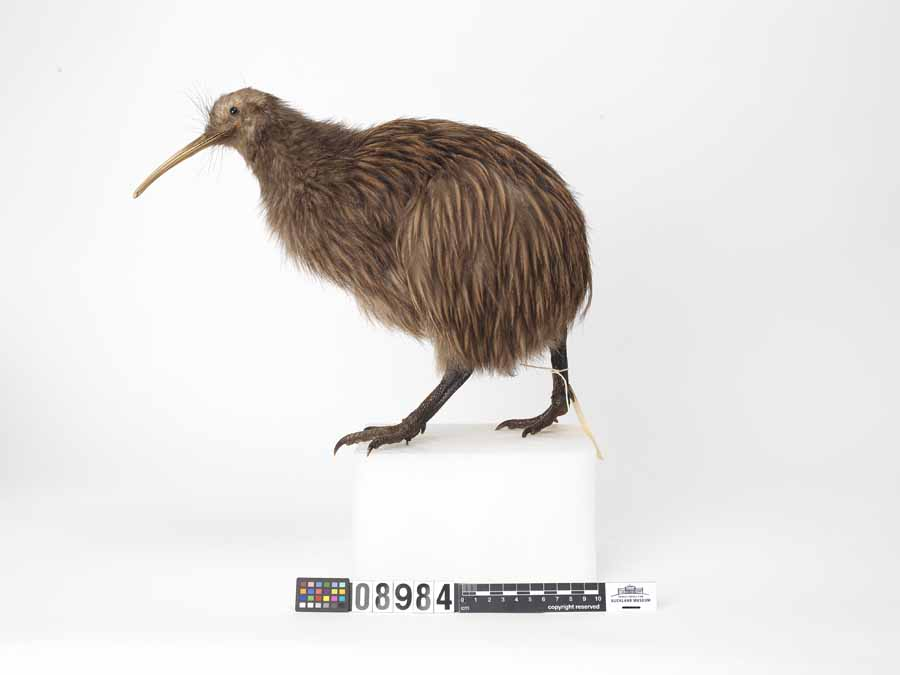

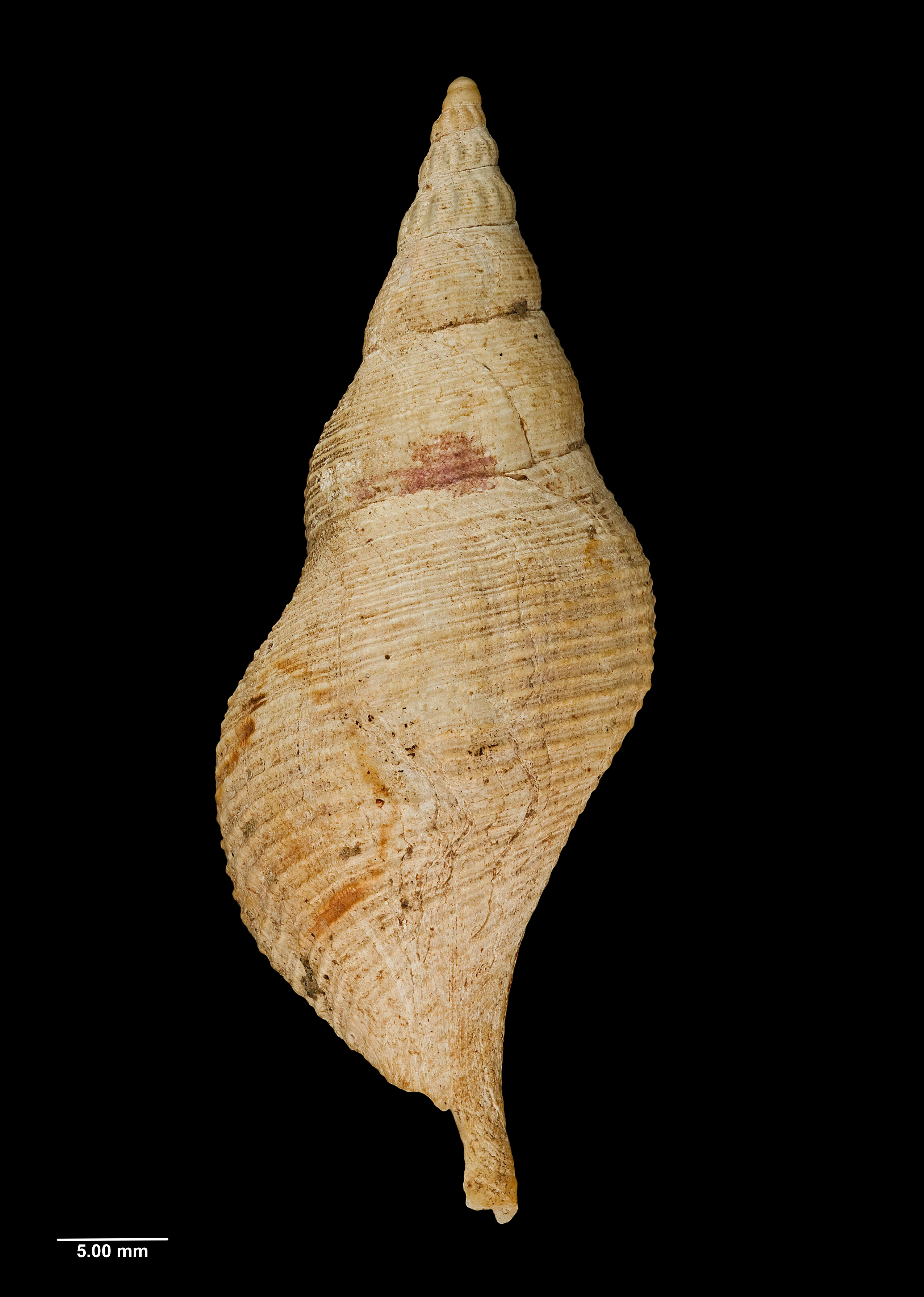
海洋生物標本
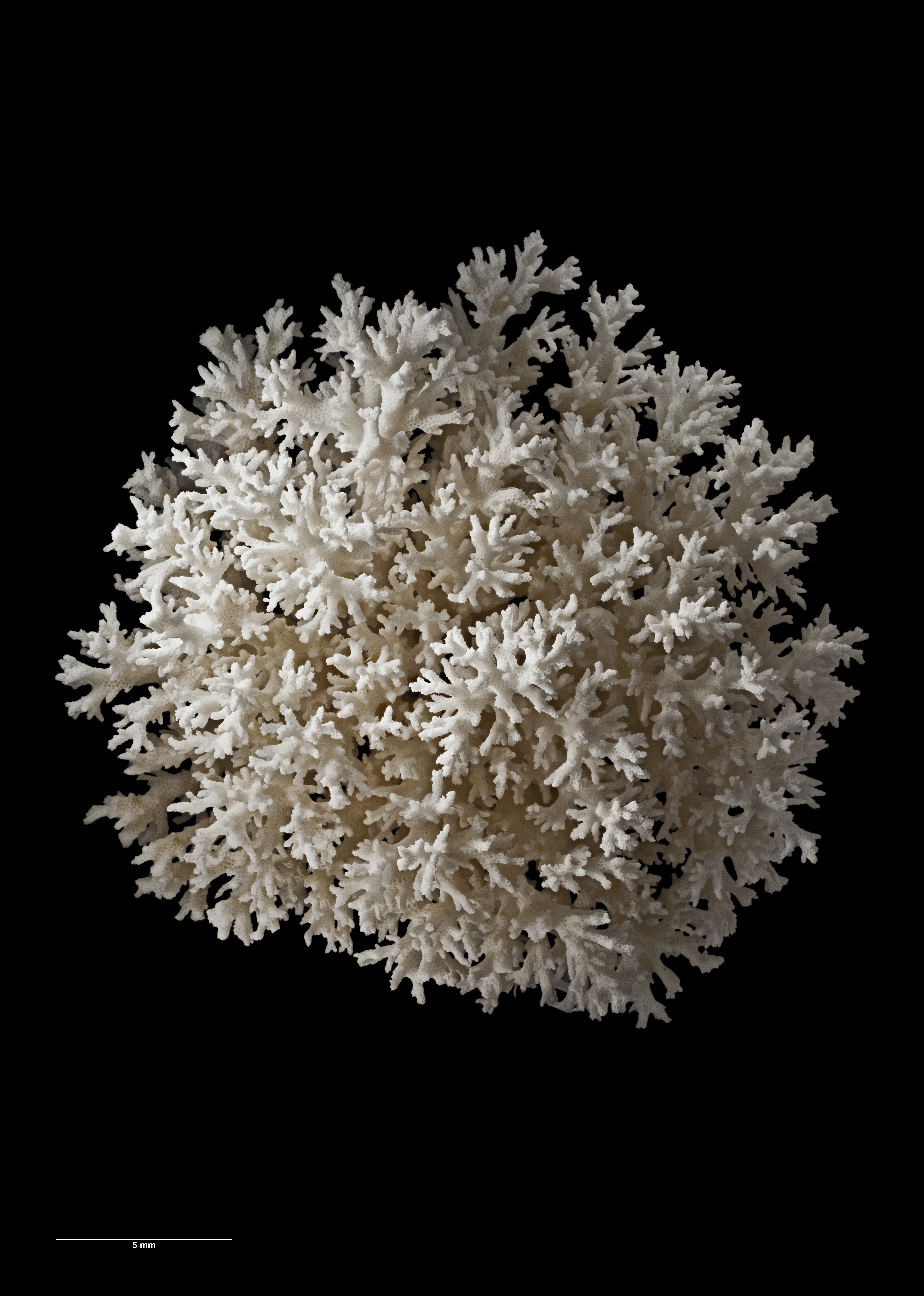
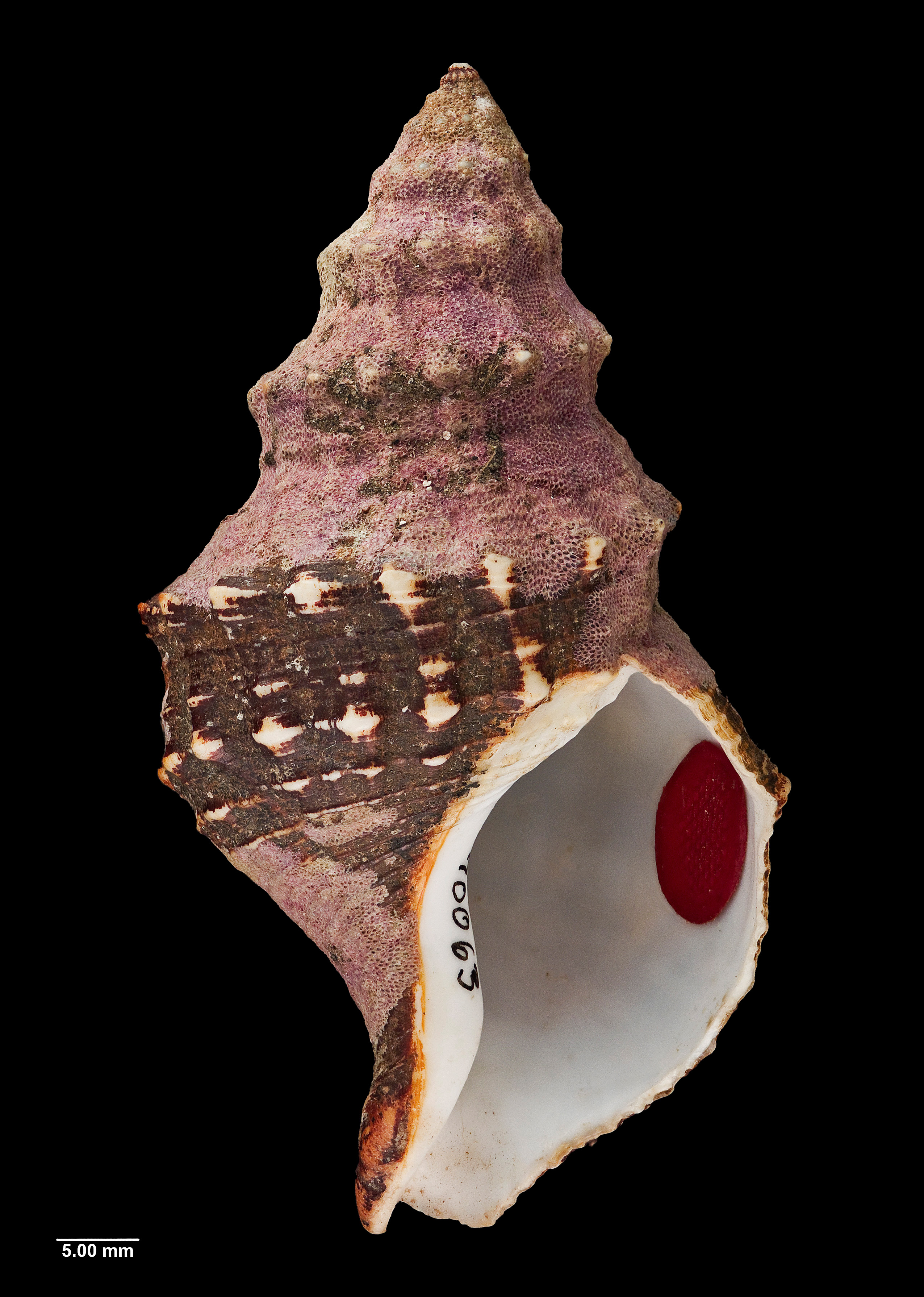
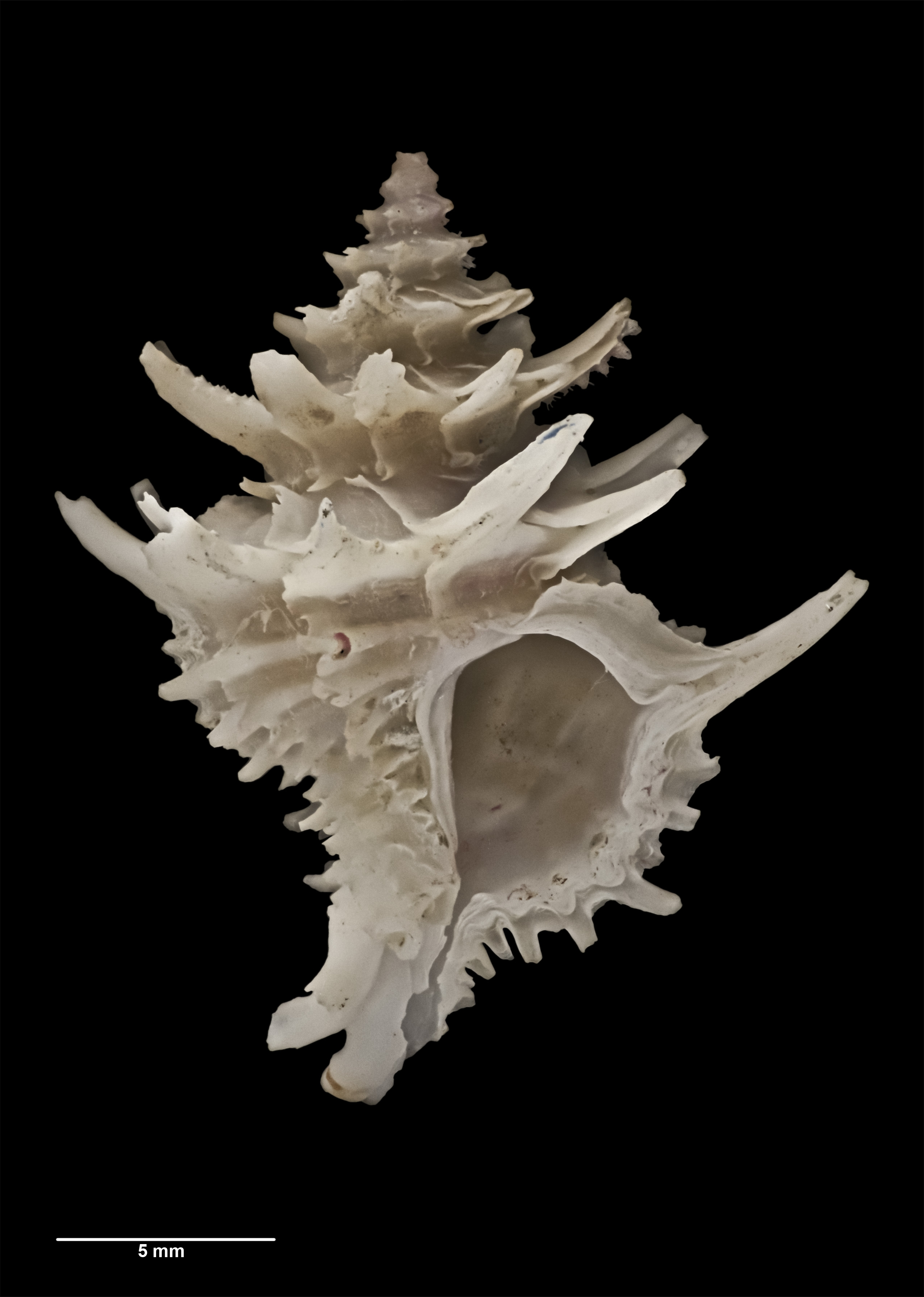
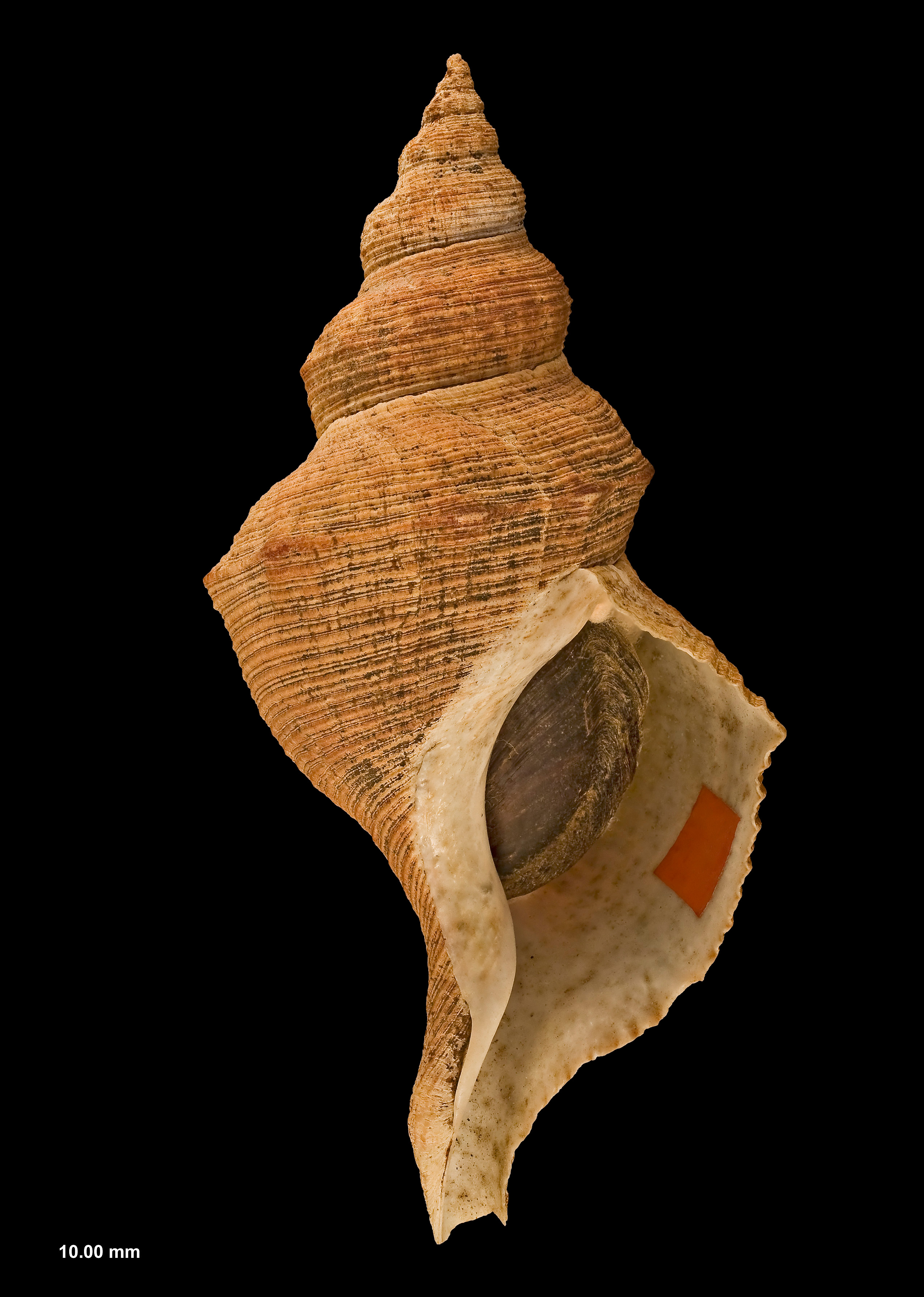

## 戦争記念施設

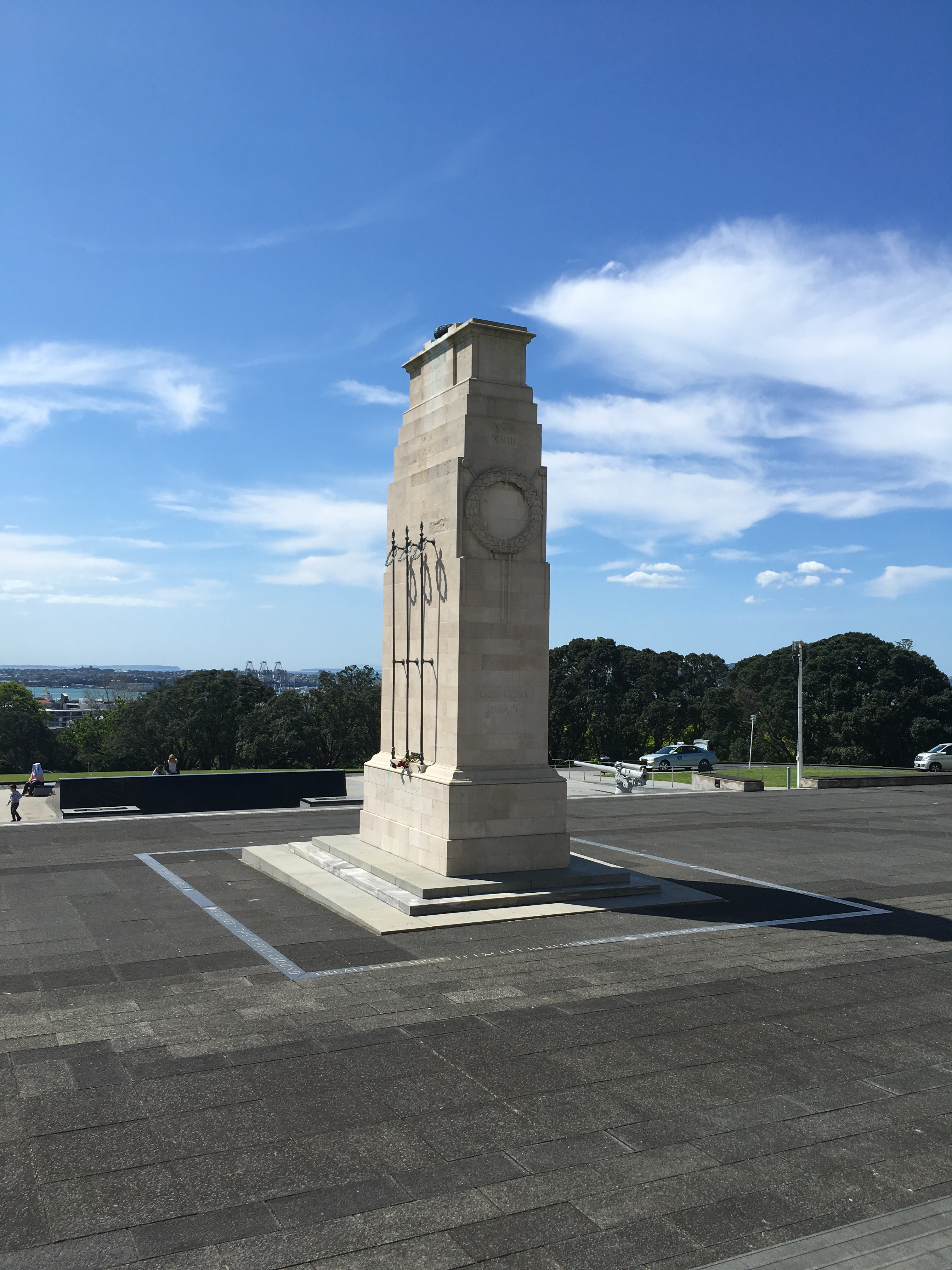
慰霊碑の墓石

## 論争

### 版権をめぐる問題
故エドモンド・ヒラリー卿はエベレスト山を初登頂した人物であり、遺品として伝わる文書類や記念の品々は、当館に保存されてきた。2009年にそれらをめぐりヒラリー卿の遺児が当館を相手取って訴訟を起こし、子息ピーター・エドマンド・ヒラリーとサラ・ヒラリーは亡父に関する著作権を主張した。ニュージーランド首相のen:New Zealand Prime Ministerジョン・キーが仲裁を申し出るとその提案に合意を取り付けて、友好的に解決した。2013年にエドマンド・ヒラリー卿文庫（the Sir Edmund Hillary Archive）は国際連合教育基金により、ニュージーランドの記憶遺産に登録されている。

### ヴィタリ館長による運営
カナダの市民権を有して2007年に着任したヴェンダ・ヴィタリ（en:Vanda Vitali、2010年辞任）は任命以来、当館にさまざまな改革をもたらし、しばしばその活動をめぐり熱い論が交わされた。職員の解雇が多く、あるいは任期満了を告げられて同じ職に再応募を迫られたことや、地域税から博物館税が支弁されているため当館のは「入場無料」を唱いながら、「寄付金」と称して入場料を徴収したことも物議を醸した。
ヴィタリに対して、元職員や著名人から行動の多くを厳しく批判する声があがった。例えば論説委員のパット・ブースは、ヴィタリが博物館の名前と機能の「戦争記念碑」という要素を軽視していると非難した。またジョン・コーワン元博物館財務責任者は、ヴィタリの辞任後に「ニュージーランド・ヘラルド」紙に宛てた手紙で、その在任期間中に訪問者数と訪問者満足度が大幅に低下したのは元館長の責任だと主張した。コーワンはまたヴィタリ着任の年にすでに明らかにこれらの実績でマイナス傾向が見られ、2年目には同統計を公表しなくなったと主張した。

### 注
1. ↑  マオリ語の名称Tāmaki Paenga Hira とは先住民族の命を落としたチーフ（族長）やその文化的価値のあるものタオンガを祀るオークランドの記念施設という意味。マオリ語の地名Tāmaki はMaki の網すなわちオークランド。Paenga とは儀式にしたがって並べて1ヵ所のマラエに積み上げること。これは境界線、部族長ごとの治める土地の境界、戦いで倒れた人々へ想いを寄せることを示す。Hira は豊かで重要、多い、偉大なものという装飾語[1]。
2. ↑  マオリ語の名称は1992年にマオリ語委員会から献呈された[1]。ヒュー・カーファール卿は講演「ターマキにおける土地とアイデンティティ: Ngāti Whātua の視点」（2001年）で経緯を述べた。この時点で申し上げておくべきことは「テ パパ ファカヒク」（Te Papa Whakahiku ）は「オークランド戦争記念博物館」の直訳ではない点です。「テ パパ」は パパトゥアヌクつまり大地の母であり誰でもいつか最期に埋葬される場所を指します（この文脈では、国内外の戦争墓地）。「ファカヒク」は宝物を1ヵ所に集めることで保管庫や博物館を意味します。ところで「ヒク」（Hiku ）には魚の尾という意味もあります。つまり北島（Te Ika a Maui – マウイの伝説の魚）の頭はウェリントン、尾はオークランドから北の土地にあると考えますから、「テ・パパ・ファカヒク」と呼ばれるわけです[2]。
3. ↑  日本語訳は編集者による。